# Untersee (Arosa)
Der Untersee ist ein auf 1691 m gelegener Bergbadesee in Arosa im Schweizer Kanton Graubünden.

## Lage und Beschreibung
Der Untersee ist der kleinere und tiefer gelegene der beiden mitten im Aroser Siedlungsgebiet liegenden Seen. Von diesem Umstand leitet sich auch sein Name ab. Der Schwestersee auf 1734 m ist der Obersee, mit dem er früher über den Mittelbach direkt verbunden war. Rund 90 Höhenmeter tiefer in der Talsohle liegt der Stausee Arosa. Der Untersee wurde vor der in der zweiten Hälfte des 19. Jahrhunderts einsetzenden Entwicklung Arosas vom Bergbauerndorf zum Kurort auch als Unterer Chureralpsee bezeichnet. Er steht im Eigentum der Bürgergemeinde Chur.

## Geologie und Entstehung
Wie die meisten anderen der über 20 Aroser Seen und Weiher ist wohl auch der Untersee im Zusammenhang mit dem tieferen Einschneiden der jüngeren Plessur entstanden; die hauptsächlichsten morphologischen Erscheinungen sind eine Reihe von Sackungen und vorhistorischen Bergstürzen. Der geologische Aufbau ist äusserst komplex und kaum entwirrbar. Der Untersee ist ein Muldensee, wie er für die Oberflächenform des Ablagerungsgebietes eines Bergsturzes typisch ist. Er liegt auf der Aroser Schuppenzone, die sich aus Dolomit, Kalkschiefer, Kristallinschuppen und Serpentin zusammensetzt.

## Geschichte

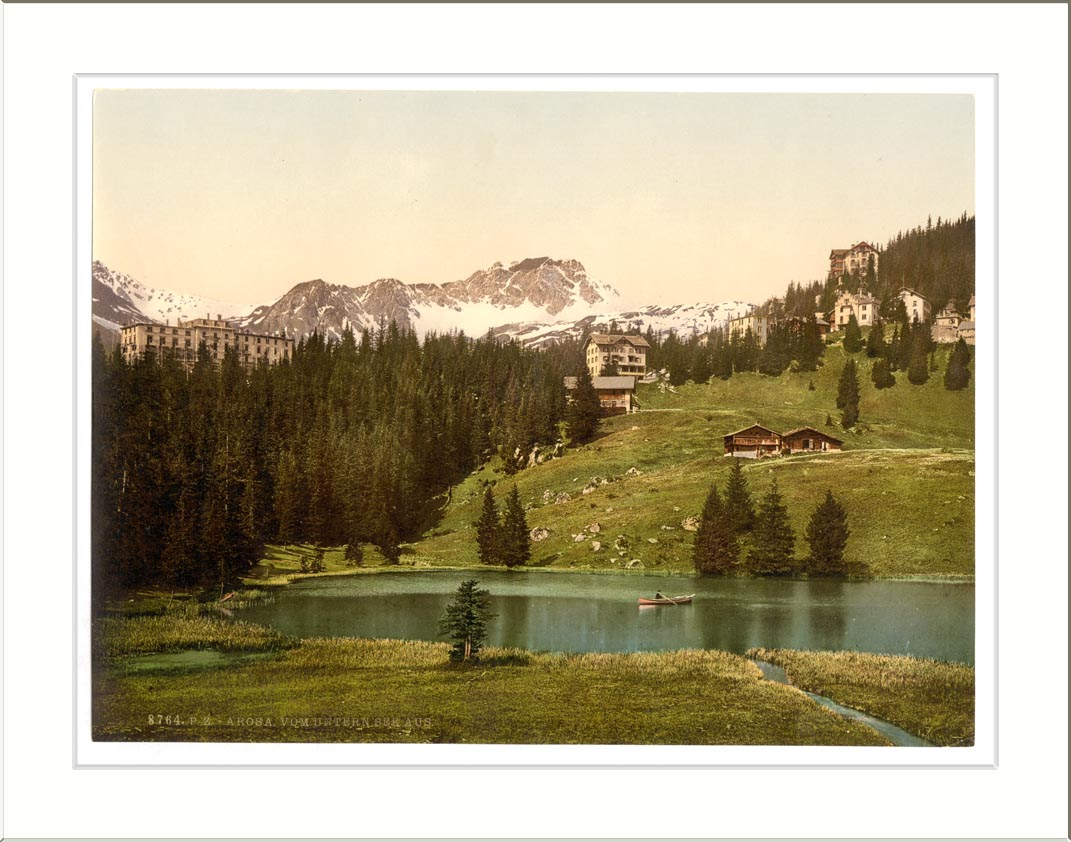
Untersee mit Zufluss Mittelbach um 1900, im Hintergrund der Tschirpen

Um die Zugehörigkeit der Seerechte der beiden Chureralpseen wurde schon in früher Zeit viel geschrieben und prozessiert. Erzherzog Ferdinand von Österreich, der damalige Landesherr der Aroser, erliess bereits 1545 ein Verbotsmandat betreffend das Fischen in den Aroser Seen, da ihm zu Ohren gekommen war, dass sich seine Untertanen vor Ort in übermässiger Weise an den Fischgründen gütlich taten. Die Behörden des Hochgerichtes Davos, zu dem Arosa gehörte, nahmen ohne weiteres an, die Hoheit über die Fischerei in ihrem Gebiet stehe ihnen zu, und deshalb sollten dort auch die Satzungen des Davoser Landbuches gelten. 1657 kaufte sich ein Teil des Zehngerichtenbundes mit Arosa von Österreich los. 21'500 Gulden waren an die Österreicher und 1000 an die bischöfliche Oberhoheit des Bistums Chur zu bezahlen. Die Landschaft Davos schenkte der Aroser Pfrund gleich bei der Befreiung der Zehngerichte von der Fremdherrschaft ihren Anteil an den Hoheitsrechten in Form der Fischereirechte der beiden Seen. Diese Loskaufsummen waren von den Zehngerichten nur schwer aufzubringen, weshalb die Stadt Chur Geld vorstreckte. Da die Rückzahlung nicht nach Wunsch erfolgte, kam am 30. Januar 1669 eine Vereinbarung zustande, dergemäss die Aroser Seen (Ober- und Untersee) gegen Verrechnung von 800 Gulden an Chur übergingen.

## Flora und Fauna
Bis zum Anfang des 20. Jahrhunderts war der Untersee ein vollständig naturbelassenes Gewässer. Die Umgebung – insbesondere die westlich gelegene Seegruaba – wurde nur landwirtschaftlich genutzt. Die Pflanzen- und Tiervorkommen waren weitgehend identisch mit denjenigen des Obersees. Im Gegensatz zu diesem wurde in die Umgebung des Untersees nur zurückhaltend eingegriffen, was der Erhaltung der Artenvielfalt zugutekam. So tummeln sich im Sommer die Libellen in grosser Zahl am Ufer. Praktisch das gesamte Ufer des Untersees – insbesondere der Süden – wird von den mächtigen Fichten umsäumt. Zahlreiche Wasser- und Riedvögel, wie Tauchenten und die meisten europäischen Schwimmenten, schalten am Untersee immer wieder Rast ein, sei es als Durchzügler oder als Irrgäste. Allerdings ist auch hier einzig die Stockente Standvogel geworden. Hin und wieder sind Wiedehopfe, Fischreiher oder Prachttaucher zu beobachten.

## Freizeit, Tourismus, Sport und Kultur

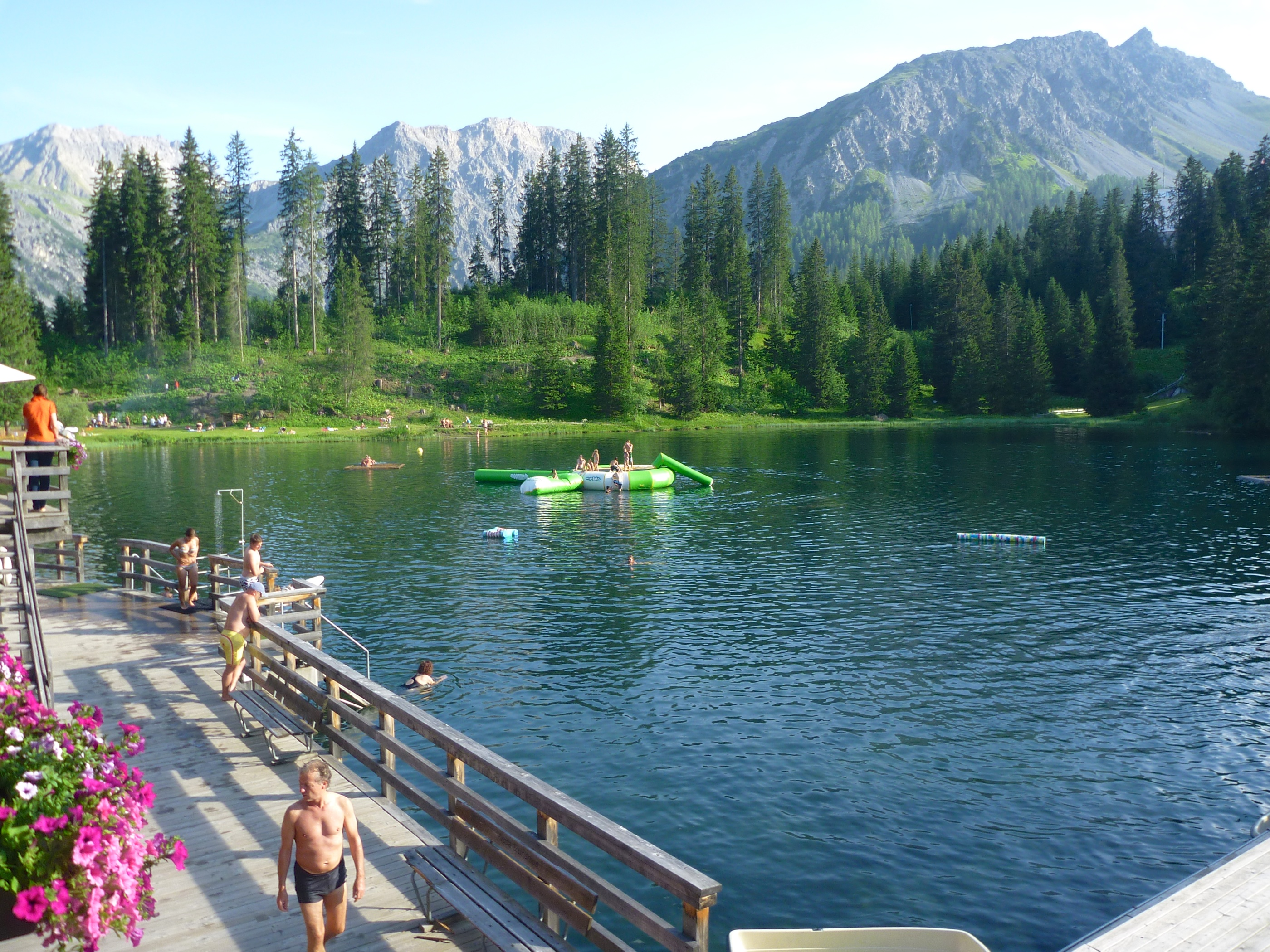
Badebetrieb am Untersee, hinten rechts der Schafrügg

Von überragender Bedeutung für den Ferien- und Sportort Arosa ist heutzutage vor allem die Funktion des Untersees als alpines Strandbad. Ab 1891 pachtete der Kurverein Arosa (heute: Arosa Tourismus) die beiden grossen Seen von der Bürgergemeinde Chur. Anfänglich wurde auch auf dem zugefrorenen Untersee reichlich Sport – insbesondere Eislauf und Eishockey – getrieben. Heute wird er im Winter ganz der Natur überlassen. Im Sommer dient der Untersee hauptsächlich zum Fischen, Baden, Rudern. Auch zum Tauchen eignet sich der See, die vorgängige Erlaubnis von Arosa Tourismus vorausgesetzt. Der Kurverein Arosa übernahm vom Besitzer der Pension Seehof die Seepacht und auch dessen Badehäuschen, das man bald erneuerte. Am Untersee badeten anfänglich nur die Herren, während die Damen mit dem kälteren Wasser des Obersees vorliebnehmen mussten. 1919 hielt der Fussballclub Arosa ein erstes, grosses Schwimmfest im Untersee ab.

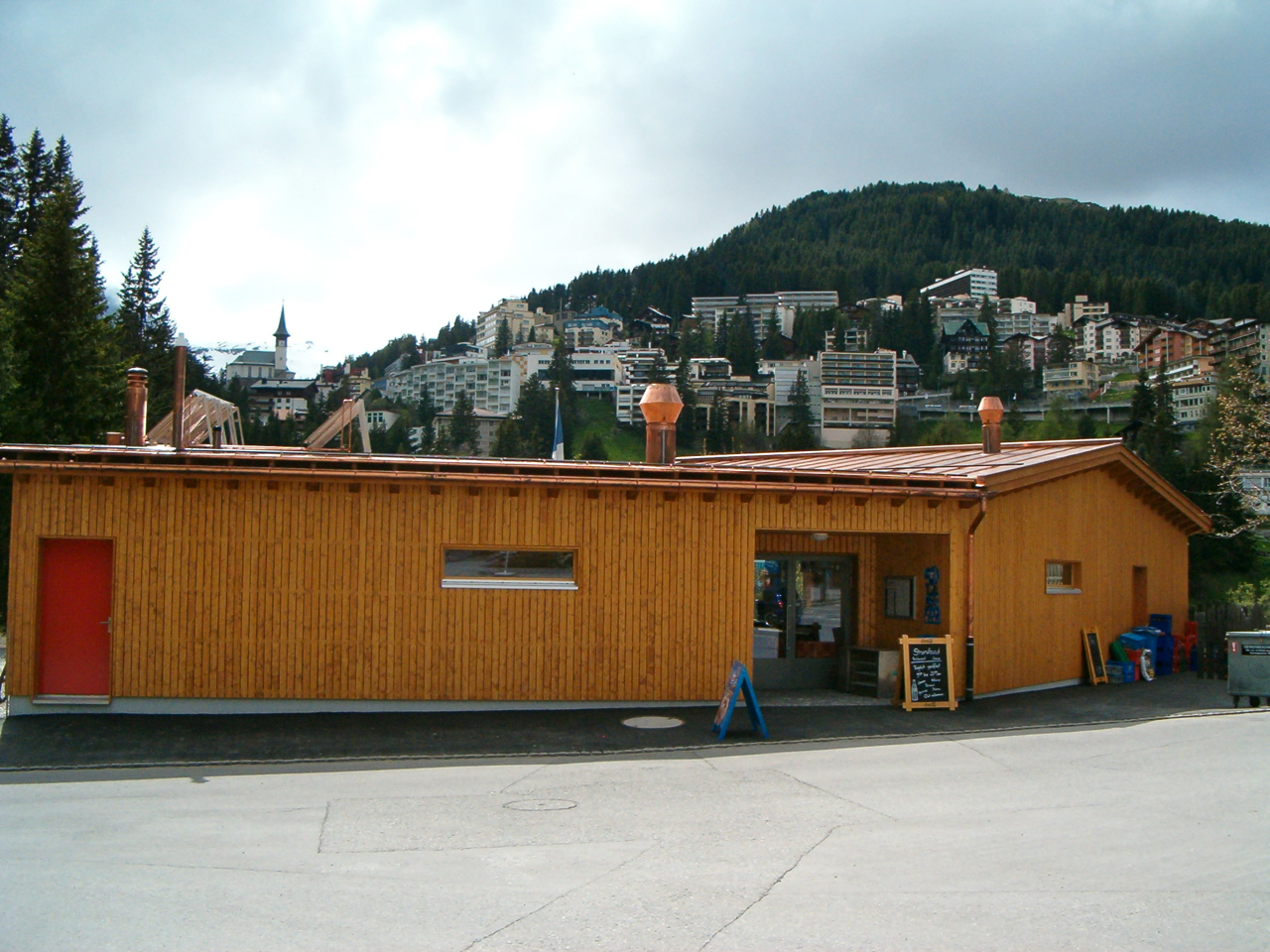
Der Strandpavillon von 2010

1920 wurde von der neu gegründeten Badegesellschaft am Nordufer für CHF 25'500.00 eine Badeanstalt für den gemischten Betrieb errichtet. Architekt war Alfons Rocco, der Erbauer der Schanfigger Bahnstationen. Mit kleinem Budget schuf er eine Holzkonstruktion in einer Art Pfahlbau-Ästhetik. Diese Infrastruktur führte dazu, dass in den Folgejahren diverse internationale und nationale Schwimm-, Spring- und Wasserballmeisterschaften im Untersee durchgeführt wurden. So fand etwa am 6. Oktober 1922 der erste Schwimmwettkampf Schweiz-Deutschland statt, bei Schneefall und einer Wassertemperatur von 13 °C. Hierfür baute Rocco eigens einen fünf Meter hohen Sprungturm. Aus diesem Anlass heraus entstand der jährlich durchgeführte Städteschwimmtag. 1926 war der Untersee Austragungsort der Schweizer Meisterschaften, 1931 der Ostschweizer Meisterschaften.
Im Jahr 1930 wurde das Strandbad ausgebaut. Es ging dabei um die – möglichst schonende – Nutzung der Strandwiese im Einflussdelta des Mittelbaches und die Errichtung des am östlichen Ende gelegenen Strandpavillons. 1931 wurden eine Zuschauertribüne und ein 10-Meter-Sprungturm errichtet, der im Vorfeld mit dem Schlagwort "Höhenwahnsinn" betitelt worden war. 1948 beschloss man eine grosszügige Modernisierung der in die Jahre gekommenen Badeanstalt für CHF 220'000.00. Der Bürgerrat Arosa wurde beauftragt, mit dem Schwimmclub einen Baurechtsvertrag auf die Dauer von 99 Jahren abzuschliessen. In dem ebenfalls von Rocco und in Holz ausgeführten Neubau befindet sich eine permanente Ausstellung mit historischen Bildern des Untersees.

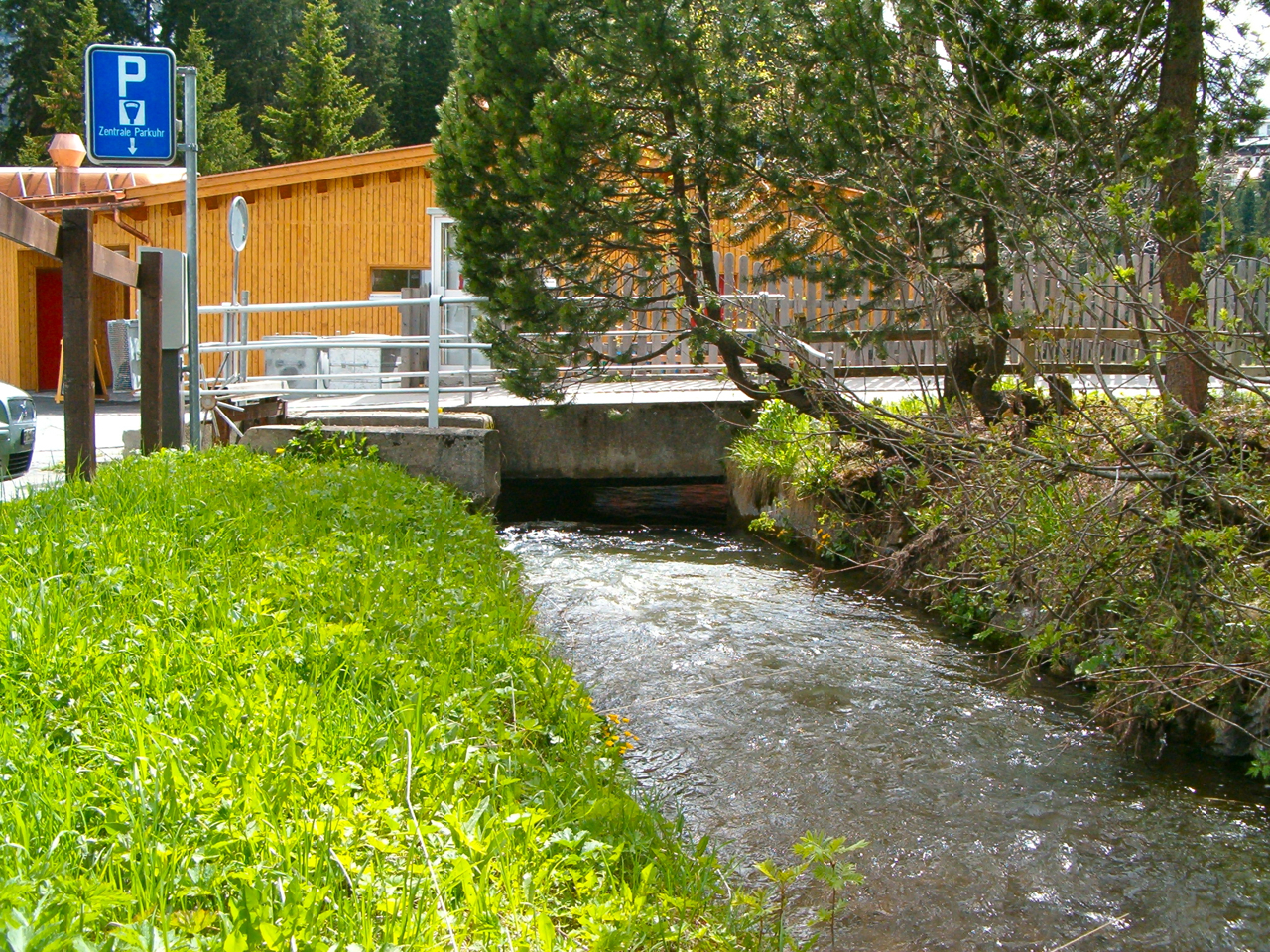
Der regulierte Zufluss des Mittelbachs

Die seit 1947 jährlich im August stattfindende traditionsreiche Arosa Sportstafette startet jeweils in den Schwimmbahnen des Untersees am Westende der Badeanstalt. 1957 fasste man vorübergehend die Installation eines 25 mal 33 Meter messenden, beheizbaren Schwimmbeckens mitten im See ins Auge. 1958 wurde die Strandwiese drei Meter tief abgetragen und mit wasserdurchlässigem Kies aus der Isel wieder aufgefüllt. 1969/70 sah ein Projekt die Errichtung eines grosszügigen Hallenbads am Standort des Pavillons vor. Das Bauvorhaben, das durch die Kombination von baulicher und natürlicher Badeinfrastruktur von der Eidgenössischen Hochschule für Sport Magglingen als vorbildlich bezeichnet wurde, sollte CHF 4,6 Millionen kosten. Allerdings wurde es vom Gemeinderat einstweilen nicht weiterverfolgt. Erst 1977 äusserte sich die Bevölkerung im Rahmen einer Volksabstimmung und lehnte sowohl diesen Vorschlag wie auch ein Konkurrenzprojekt am Ochsenbühl beim heutigen Sport- und Kongresszentrum ab. Bis heute verfügt Arosa über kein öffentliches Sporthallenbad. Verschiedene Bemühungen, den See von der Bürgergemeinde Chur zurückzukaufen, waren erfolglos. Noch heute bezahlt deshalb Arosa Tourismus der Eigentümerin jährlich einen Betrag von mehreren Tausend Franken für Seepacht und Gebühren.
Seit 1980 ist der Besuch des Strandbades kostenlos. Der Zufluss des Untersees ist heute unter Tage gelegt und mit einer bei der Unterseestrasse neben dem Pavillon gelegenen Schleuse reguliert, um die Wassertemperatur konstanter halten zu können. Dies führte allerdings dazu, dass der Untersee in den Jahren 1949, 1965 und 1989 umfassenden Seereinigungen unterzogen werden musste, um der drohenden Verschlammung des Seegrundes entgegenzuwirken. Die weitere über die Jahre entstandene Infrastruktur umfasst einen Kinderspielplatz sowie einen öffentlichen Grillplatz mit Tischtennistischen und Boccia-Bahn. 1994 ersetzte man das alte, rechteckige Kinderbecken von 1938 durch eine beheizbare Anlage. 1996 wurden gewisse Bereiche der Strandwiese in einen Sandstrand umgestaltet und mit Beachvolleyball-Feldern versehen, worauf seither alljährlich Ende Juni/Anfang Juli ein Turnier durchgeführt wird. 2009/2010 wurde der alte Strandpavillon durch einen Neubau ersetzt, der einen ganzjährigen Restaurationsbetrieb gewährleistet.
Einem für den Winter 2011/12 von den Organisatoren der Arosa ClassicCar geplanten Fahrsicherheitstraining auf dem Untersee verweigerte die Seeeigentümerschaft nach dem Widerstand von einigen Anrainern die Bewilligung.
Am 21. Juni 2013 nutzte das Chaos-Theater Oropax den See als Freiluftbühne für ihr Programm “Open-Water-Show: Pool-Position”. Die Episode 10 der 10. Staffel von Bauer, ledig, sucht… mit Gastmoderatorin Christa Rigozzi wurde im Sommer 2014 am Untersee und in Medergen gedreht.
Eine Mitte Juli 2015 vom Bündner Amt für Lebensmittelsicherheit und Tiergesundheit durchgeführte Untersuchung bescheinigte dem Untersee eine sehr gute Wasserqualität.
Seit dem Sommer 2021 plant der Verein Eisbad Arosa die Einrichtung einer permanenten Eisbadeanstalt am Untersee während der Wintersaison.

## Der Untersee als Werbemotiv

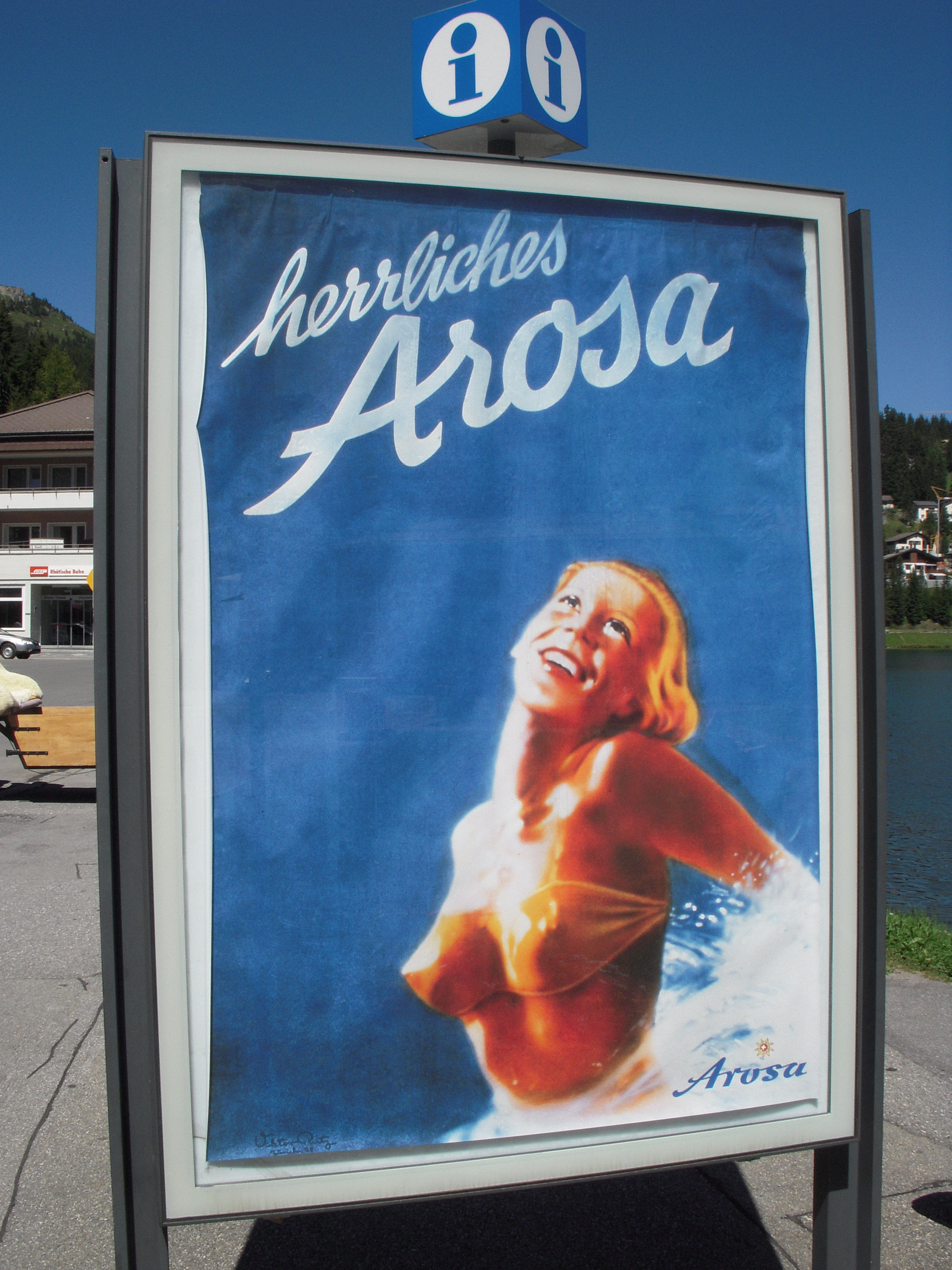
Das "Skandalplakat" an einer Infotafel beim Bahnhof Arosa am Obersee

Der Untersee hat eine lange Tradition als Werbeträger für die Aroser Sommersaison. Die erste bekannte Werbung für die Badeanstalt war eine Ansichtskarte mit der Aufschrift "Arosa im Sommer – Strand Bad Leben", gestaltet um 1920 vom Mailänder Giorgio Muggiani. Um 1925 folgte eine Werbevignette eines unbekannten Künstlers, die eine Schwimmerin zeigte. Das erste Plakat entstand 1926 durch Hugo Laubi, der wie Edwin Hermann Henel fünf Jahre später eine weibliche Badeschönheit ins Zentrum stellte. 1933 entstanden zwei weitere, motivmässig ähnlich gestaltete Plakate von Johannes Handschin in Art-Déco-Eleganz und Werner Weiskönig, bei dem stilistisch bereits die 1950er-Jahre durchzuschimmern scheinen. Das letzte Plakat in der sogenannten Badenixen-Serie war dasjenige von Viktor Rutz (1935), dessen Motiv heute mancherorts als sexistisch erachtet wird. Nach einer Neulancierung des Posters durch Arosa Tourismus in den 2000er-Jahren erlangte es als "Skandalplakat" schweizweit Bekanntheit und wurde als solches unter anderem in Rolf Thalmanns Publikation von 2009, "So nicht! Umstrittene Plakate in der Schweiz 1883-2009" porträtiert.